# Fleckenspechte
Die Fleckenspechte (Campethera) bilden eine Gattung der Vögel aus der Unterfamilie Echte Spechte (Picinae) innerhalb der Familie Spechte (Picidae). Es handelt sich um sehr kleine bis mittelgroße Spechte, von denen die meisten Arten ihre Insektennahrung in den mittleren und höheren Stamm- und Astregionen, einige Arten jedoch auch vorwiegend an der Stammbasis oder am Boden suchen. Alle 12 vornehmlich grünlichgelb gefärbten Arten kommen in Afrika südlich der Sahara vor. Der Geschlechtsdimorphismus bezieht sich hauptsächlich auf die Färbung des Kopfes und dort insbesondere auf die Ausdehnung der roten Gefiederareale auf Stirn, Scheitel und Nacken, sowie auf Ausdehnung und Färbung des Bartstreifs. Obwohl das Verbreitungsgebiet einiger Arten relativ klein und die Forschungslage für viele Arten unzureichend ist, gelten nach IUCN bis auf den Knysnaspecht, der mit near threatened in der Vorwarnstufe erscheint, alle anderen Arten als ungefährdet. Ihren deutschen Namen tragen die Fleckenspechte wegen ihrer vor allem auf der Bauchseite meist intensiven Fleckung.

## Aussehen
Fleckenspechte sind kleine bis mittelgroße Spechte. Die kleinste Art, der Termitenspecht, erreicht mit 15 Zentimeter etwa die Größe des heimischen Kleinspechts, die größte Art, der Bennettspecht, ist gut buntspechtgroß.

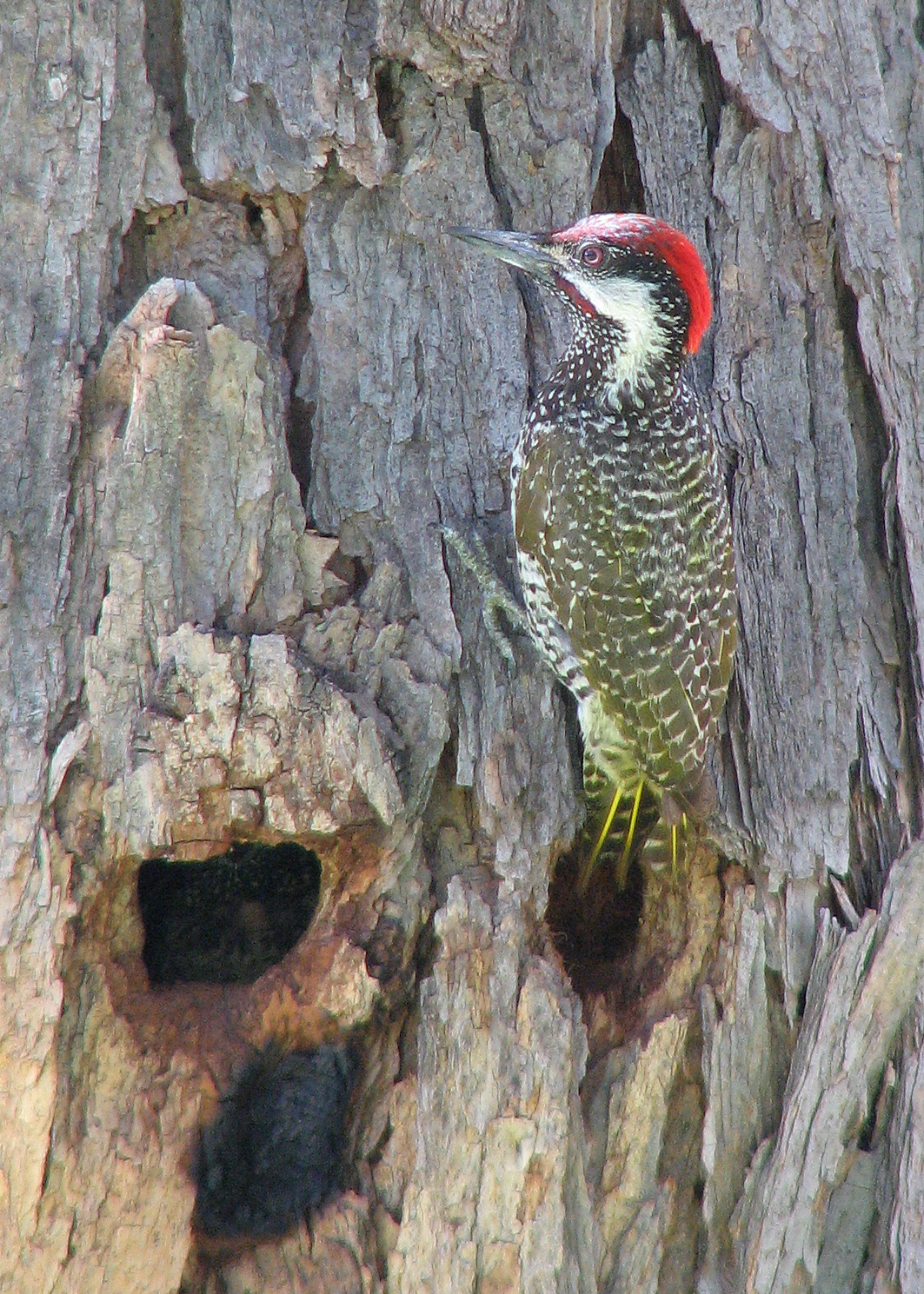
Goldschwanzspecht, eine der größeren Arten

Die Unterseite dieser Spechte ist auf fahlweißem, gelblichem oder grünlichgelbem Grund deutlich dunkel gefleckt, pfeilspitzenartig gezeichnet oder gesperbert. Rücken und die Oberseite der Flügel sind auf olivgrünem, gelbgrünem oder grünlichbraunem Grund in unterschiedlicher Intensität mit weißlichen oder gelblichweißen Zeichnungen durchsetzt, die als durchgezogene Bänderung, punktierte Bänderung, Wellung oder unregelmäßige Punktierung erscheinen können. Die Oberseite einiger Arten ist weitgehend zeichnungslos. Die Oberseite des Stützschwanzes, bei dem die beiden Zentralfedern etwas verlängert sind, entspricht der des übrigen Oberseitengefieders, bei einigen Arten ist eine diffuse grünlichgelbe oder cremefarbene Bänderung vorhanden. Die Schäfte dieser Steuerfedern sind oft leicht gelblich, besonders intensiv beim Goldschwanzspecht. Die Unterseite der Steuerfedern entspricht in Färbung und Zeichnung der der übrigen Unterseite, wobei jedoch die dunkle Flockung oder Punktierung eher in eine durchgehende Bänderung übergeht. Die Wangen des relativ großen Kopfes sind hell, bei einigen Arten fast weiß und unterschiedlich stark schwarz gefleckt, geflockt oder gewellt. Die Ohrdecken sind bei vielen Arten durch die intensivere dunkle Zeichnung deutlich markiert, bei beiden Geschlechtern des Braunohrspechtes sind sie rötlichbraun. Insgesamt sind die Arten in Bezug auf die Kopffärbung relativ unterschiedlich, ein roter Bartstreif, ein heller oder dunkler Überaugenstreif, ein dunkles oder rotes Zügelband kann vorhanden sein, fehlt bei anderen Arten jedoch. Die bei vielen Arten recht steile Stirn, der Scheitel und der Nacken sind bei den Männchen der meisten Arten leuchtend rot. Bei den Weibchen sind diese roten Abzeichen auf den Nacken beschränkt oder fehlen; bei ihnen sind diese Areale sehr dunkel, annähernd schwarz, oft auch punktuell hell durchsetzt. Beim Termitenspecht tragen auch die Männchen nur einen kleinen roten Nackenfleck, bei den Weibchen dieser Art fehlt jedes Rot. Der meißelartige Schnabel ist eher kurz bis mittellang, grau und meist gerade. Die vierzehigen Beine sind grünlichgrau, die Zehenanordnung ist wie bei allen vierzehigen Baumspechten zygodactyl. Die Iris ist rötlich oder rötlichbraun.
Die Geschlechter unterscheiden sich in Größe und Gewicht nur unmerklich, deutlich ist hingegen der Geschlechtsdimorphismus in Bezug auf die Kopffärbung. Bei den Weibchen ist die rote Stirn-Scheitel-Nackenfärbung auf einen kleinen Bereich am Nacken reduziert oder fehlt völlig, die bei einigen Arten markanten roten Malarstreifen der Männchen sind bei den Weibchen schwarz. Jungvögel beiderlei Geschlechts ähneln in der Gefiederfärbung ausgefärbten Weibchen, sind aber insgesamt blasser gefärbt und kontrastärmer gezeichnet.

## Lautäußerungen
Die Lautäußerungen sind unterschiedlich, bestehen aber meist aus gereihten scharfen und hohen Rufen sowie aus keckernden und auch quäkenden Lauten, die an die Rufe des Europäischen Wendehalses oder verschiedener kleiner Falkenarten erinnern können. Die Trommelwirbel sind meist kurz und eher leise, einige Arten, wie zum Beispiel der Mombasaspecht scheinen überhaupt nicht zu trommeln.

## Verbreitung und Lebensraum

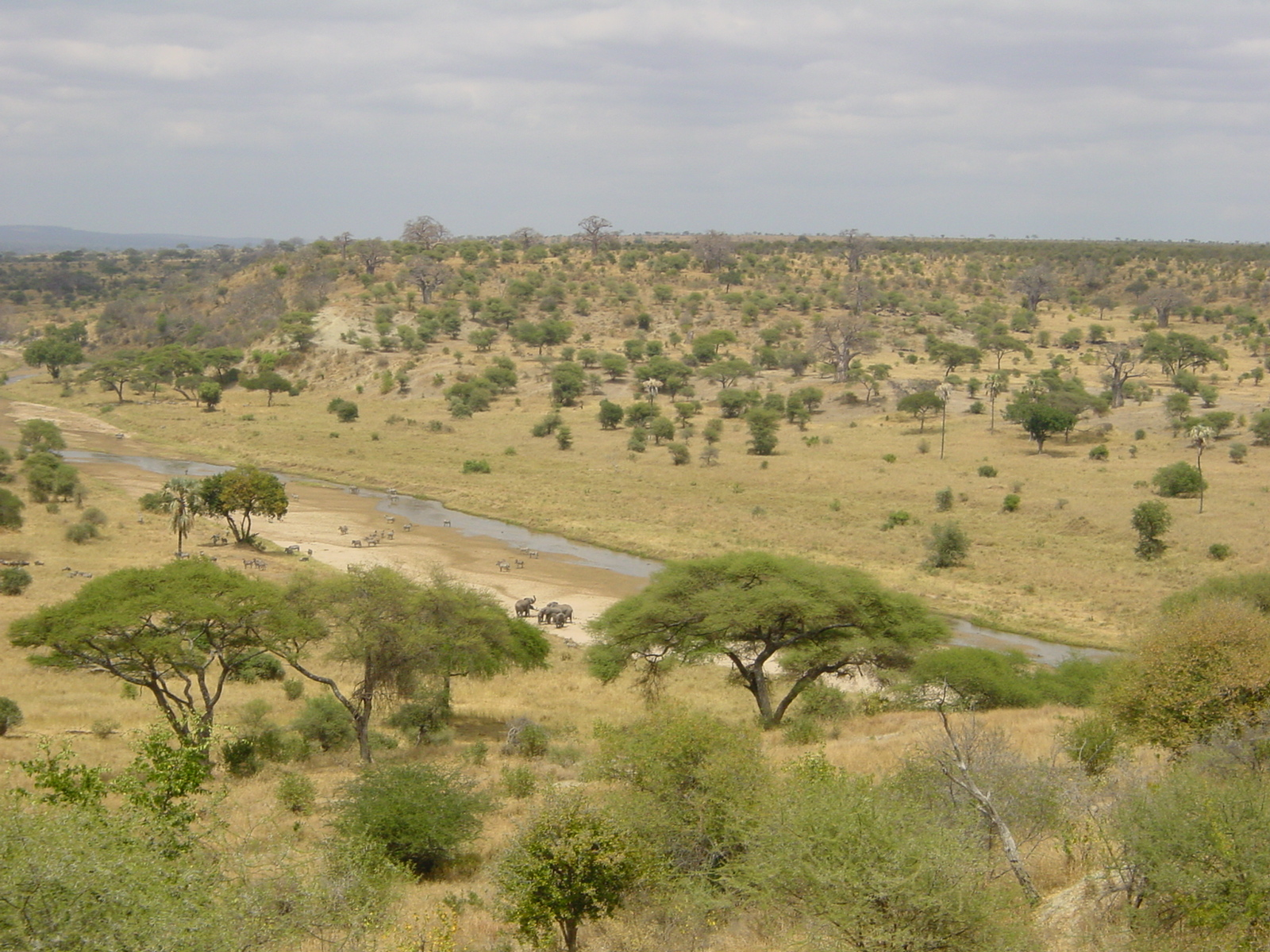
Typischer Lebensraum einiger Arten von Fleckenspechten

Das Vorkommen dieser Gattung ist auf Afrika südlich der Sahara beschränkt. Weitgehend flächendeckend kommen die unterschiedlichen Arten von etwa 15° Nord im Westen und 20° Nord im Osten südwärts bis in die Kapprovinz vor. In diesem Bereich werden Wüsten, baumlose Steppengebiete, weite Grassavannen und, soweit bekannt, hochmontane Bergwälder über 4000 Meter nicht besiedelt. In aride Gebiete können Fleckenspechte jedoch entlang von Fließgewässern eindringen. Einige Arten kommen sympatrisch vor und besetzen dann in ihrem gemeinsamen Lebensraum unterschiedliche Habitate.
Insgesamt sind die Lebensräume der Vertreter dieser Gattung entsprechend dem großen Verbreitungsgebiet sehr unterschiedlich, immer aber müssen baumbestandene Bereiche vorhanden sein. Fleckenspechte brüten im offenen, baumbestandenen Buschland, in der Akazien-Euphorbien-Savanne, in Galeriewäldern und anderen flussbegleitenden Gehölzen, in immergrünen Küstenwäldern und in Primärwäldern und Sekundärwäldern sowohl des Tieflandes als auch montaner Höhenstufen. Gelegentlich besiedeln sie auch Stadtrandgebiete, Parks, Friedhöfe und Plantagen. Einige Arten sind die charakteristischen Spechte der Miombo-Savanne.
Fleckenspechte kommen vom Meeresniveau bis in Höhen von über 3000 Metern vor.

## Nahrung und Nahrungserwerb
Die Nahrung der Fleckenspechte besteht überwiegend aus Insekten, vorwiegend Ameisen und Termiten. Daneben spielen, von Art zu Art differierend, Käfer und deren holzbewohnende Larven, Spinnen und Tausendfüßer eine gewisse Rolle. Ob auch Vegetabilien zum Nahrungsspektrum gehören, ist nicht bekannt.
Die Nahrung wird vor allem durch Absuchen, Bohren und Stochern gewonnen, tiefer greifendes Aufhämmern wird nur beim Goldschwanzspecht als wesentliche Nahrungserwerbsstrategie beschrieben. Alle Stamm- und Astregionen bis in den Wipfelbereich werden genutzt. Einige Arten, wie der Bennettspecht, sind ausgesprochene Erdspechte, die einen Großteil ihrer Nahrungstiere am Boden erbeuten, andere, wie etwa der Kehlbindenspecht suchen Flechten und Moospolster im Wipfelbereich alter Bäume nach Beutetieren ab.

## Verhalten

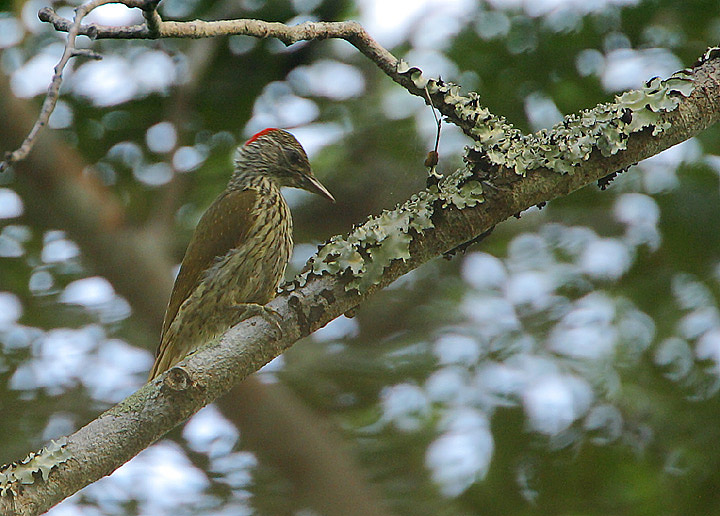
Weibchen des Mombasaspechts

Fleckenspechte sind wie alle anderen Spechte tagaktiv. Sie werden einzeln, paarweise oder in kleinen Familiengruppen beobachtet. Oft sind diese Gruppen mit anderen Spechtarten, wie dem Kardinalspecht vergesellschaftet. Alle Arten sind Standvögel.

### Brut
Zur Brutbiologie der Vertreter dieser Gattung liegen nur wenige Erkenntnisse vor. Soweit bekannt, schließen Fleckenspechte eine monogame Brutpartnerschaft. Sie brüten in selbst errichteten Baumhöhlen, die meist in toten oder absterbenden Bäumen oder Ästen in unterschiedlicher Höhe gebaut werden. Der Termitenspecht legt seine Höhlen bevorzugt in den Bauten baumbewohnender Termiten an. Die Gelege bestehen aus 2–5, wie bei den meisten Höhlenbrütern weißen Eiern. Beide Eltern erbrüten die Eier und hudern und füttern die Nestlinge. Die bekannten Nestlingszeiten liegen zwischen 22 und 28 Tagen. Die Führungszeiten sowie die Verbleibdauer der Jungvögel im Familienverband dürften sehr lange sein. Einige Arten werden intensiv von verschiedenen Spezies der Honiganzeiger parasitiert.

## Systematik
Die Gattung Campethera umfasst nach Winkler 12 Arten. Die monotypische Gattung Geocolaptes ist mit den Fleckenspechten am nächsten verwandt. Zur näheren Verwandtschaft sind auch die Spechte der Gattung Picus zu zählen, zu denen etwa auch der Grauspecht gehört, und die in Färbung und Verhalten gewisse Ähnlichkeiten aufweisen.
| Deutscher Name    | Wissenschaftlicher Name                           | Verbreitung | Gefährdungsstufe Rote Liste der IUCN                   | Anmerkungen | Bild                                      |
| ----------------- | ------------------------------------------------- | --- | ------------------------------------------------------ | --- | ----------------------------------------- |
| Bennettspecht     | Campethera bennettii (A. Smith, 1836)             | südliches Afrika von Südzaire bis zentrales Südafrika; im Westen Namibia, im Osten Mosambik | (Least Concern – nicht gefährdet)                      | 2 Unterarten Bildet eine Superspezies mit C. nubica, C. punctuligera und C. scriptoricauda                                                  | Bennettspecht (Campethera bennettii) ♀    |
| Pünktchenspecht   | Campethera punctuligera (Wagler, 1827)            | West- und Zentralafrika nördlich des Äquators, ostwärts bis zum Oberlauf des Nils | (Least Concern – nicht gefährdet)                      | 2 Unterarten Bildet eine Superspezies mit C. nubica, C. bennettii und C. scriptoricauda                                                     | Pünktchenspecht (Campethera punctuligera) |
| Nubierspecht      | Campethera nubica (Boddaert, 1783)                | Ostafrika vom zentralen Sudan südwärts bis Südosttansania | (Least Concern – nicht gefährdet)                      | 2 Unterarten Bildet eine Superspezies mit C. punctuligera, C. bennettii und C. scriptoricauda                                               | Nubierspecht (Campethera nubica) ♂        |
| Reichenowspecht   | Campethera scriptoricauda (Reichenow, 1896)       | Kleines Gebiet in Südostafrika; Tansania und Mosambik | (Least Concern – nicht gefährdet)                      | monotypisch Bildet eine Superspezies mit C. punctuligera, C. bennettii und C. nubica, wird aber oft als Unterart von C. bennettii angesehen |                                           |
| Goldschwanzspecht | Campethera abingoni (A. Smith, 1836)              | Sehr großes Verbreitungsgebiet in Afrika südlich des Äquators. Verbreitungsinseln in Westafrika und der Zentralafrikanischen Republik. Nordostwärts bis in den südlichen Sudan. Weitgehend sympatrisch mit C. bennettii | (Least Concern – nicht gefährdet)                      | 6 Unterarten Bildet eine Superspezies mit C. mombassica und C. notata                                                                       | Goldschwanzspecht (Campethera abingoni)   |
| Mombasaspecht     | Campethera mombassica (Fischer & Reichenow, 1884) | Sehr kleines Verbreitungsgebiet an der Küste Südsomalias, Kenias und Nordtansanias | (Least Concern – nicht gefährdet)                      | monotypisch Bildet eine Superspezies mit C. abingoni und C. notata; wird häufig als Unterart von C. abingoni angesehen.                     | Mombasaspecht (Campethera mombassica) ♀   |
| Knysnaspecht      | Campethera notata (Lichtenstein, 1823)            | Sehr kleines Verbreitungsgebiet im äußersten Süden der Kapprovinz | (Near Threatened – potenziell gefährdet, Vorwarnliste) | monotypisch Bildet eine Superspezies mit C. abingoni und C. mombassica; wird häufig als Unterart von C. abingoni angesehen.                 |                                           |
| Goldmantelspecht  | Campethera maculosa (Valenciennes, 1826)          | Küstenzone von Guinea-Bissau bis Ghana | (Least Concern – nicht gefährdet)                      | monotypisch Bildet eine Superspezies mit C. cailliautii, oder wird als Unterart betrachtet.                                                 |                                           |
| Tüpfelspecht      | Campethera cailliautii (Malherbe, 1849)           | Sehr großes Verbreitungsgebiet in Zentralafrika nördlich und südlich des Äquators. Ostwärts bis an die Küste des Indischen Ozeans.                                                                                      | (Least Concern – nicht gefährdet)                      | 4 Unterarten Bildet eine Superspezies mit C. maculosa                                                                                       | Tüpfelspecht (Campethera cailliautii)     |
| Kehlbindenspecht  | Campethera tullbergi Sjösted, 1892                | 3 voneinander isolierte Populationen in Westkamerun und Bioko, in Uganda und Burundi sowie in den Hochländern Kenias.                                                                                                   | (Least Concern – nicht gefährdet)                      | 3 Unterarten | Kehlbindenspecht (Campethera tullbergi)   |
| Termitenspecht    | Campethera nivosa (Swainson, 1837)                | Küstengebiete Westafrikas; Zentralafrika nördlich und südlich des Äquators, ostwärts etwa bis zum Viktoriasee | (Least Concern – nicht gefährdet)                      | 4 Unterarten |                                           |
| Braunohrspecht    | Campethera caroli (Malherbe, 1852)                | Wie Termitenspecht, meist in tiefer gelegenen Gebieten | (Least Concern – nicht gefährdet)                      | 2 Unterarten | Tüpfelspecht (Campethera caroli)          |

## Bestandssituation
Zur Bestandssituation dieser Gattung liegen keine Untersuchungen vor. Viele Arten dieser Gattung scheinen innerhalb ihres Verbreitungsgebiets regional häufig zu sein, in anderen Gebieten aber nur spärlich vorzukommen. Einige Arten, wie der Braunohrspecht oder der Termitenspecht führen ein sehr verborgenes Leben, sodass ihre Anwesenheit oft unbemerkt bleiben dürfte. Die IUCN führt nur den Knysnaspecht in der Vorwarnstufe, obwohl diese Art in ihrem Verbreitungsgebiet noch recht häufig vorkommt. Begründet wird diese Wertung mit der geringen Ausdehnung des Verbreitungsgebietes und seiner vielfältigen Gefährdung durch menschliche Eingriffe.